# Oksana Waszczuk
Oksana Ołehiwna Waszczuk (ukr. Оксана Олегівна Ващук; ur. 11 lutego 1989) – ukraińska zapaśniczka walcząca w stylu wolnym. Olimpijka z Pekinu 2008, gdzie zajęła dwunaste miejsce w kategorii 72 kg.
Dziewiąta na mistrzostwach świata w 2012. Siódma na igrzyskach europejskich w 2015. Brązowa medalistka akademickich MŚ w 2010. Ósma w Pucharze Świata w 2009 i 2014. Trzecia na MŚ juniorów w 2007. Mistrzyni Europy juniorów w 2008 roku.